# Groningen (Suriname)
Groningen (ou Groninga) é uma cidade do Suriname, capital do distrito de Saramacca. Está a 9 metros acima do nível do mar, e tem uma população estimada em 3.385 habitantes.